# Hauke Harms
Hauke Harms (* 26. Dezember 1961 in Geesthacht) ist ein deutscher Umweltmikrobiologe.
Harms wuchs in Drage (Elbe) auf, studierte von 1983 bis 1988 Biologie an der Universität Hamburg und promovierte 1990 an selber Stelle. Dabei gelang es ihm erstmals, Bakterien nachzuweisen, die Dioxin biochemisch transformieren und dessen Abbauweg aufzuklären. Nach Forschungsaufenthalten 1991 bis 1993 an der Universität Wageningen (Niederlande) und 1993 bis 1998 an der Eidgenössischen Technischen Hochschule (ETH) Zürich nahm er eine Professur für Bodenmikrobiologie an der École Polytechnique Fédérale de Lausanne (EPFL) an. 2004 wechselte er als Professor für Umweltmikrobiologie an die Universität Leipzig und als Leiter des Bereichs Umweltmikrobiologie an das Helmholtz-Zentrum für Umweltforschung – UFZ. Seit 2013 koordiniert Harms das Helmholtz-Forschungsprogramm 'Terrestrische Umwelt'. Im Juli 2017 übernahm er zudem die Leitung des Themenbereichs Umwelt- und Biotechnologie am UFZ. In den Jahren 2019 und 2020 koordinierte Harms die Planung des Forschungsprogramms 'Changing Earth - Sustaining our Future', welches seit dem 1. Januar 2021 die gesamte Forschung des Helmholtz-Forschungsbereichs Erde&Umwelt bündelt.
Harms beschäftigt sich mit der Entwicklung nachhaltiger Umweltbiotechnologien zur Herstellung erneuerbarer Energie zum Beispiel in Biogasanlagen sowie der Reinigung von Abwasser und mit Schadstoffen verunreinigten Böden. Dabei überträgt er aus der Natur bekannte ökologische Prinzipien und funktionell robuste Mikrobengemeinschaften auf technische Systeme. Harms ist (Co-)Autor von mehr als 300 Publikationen in wissenschaftlichen Journalen. Für die Entwicklung eines Biosensors für Arsen im Trinkwasser wurde er gemeinsam mit Jan Roelof van der Meer und Mona Wells mit dem Erwin-Schrödinger-Preis 2010 ausgezeichnet.
Harms ist Vorsitzender des Fachbeirats des Max-Planck-Instituts für Marine Mikrobiologie, Bremen und Mitglied des Aufsichtsrates des Leibniz Instituts Deutsche Sammlung für Mikroorganismen und Zellkulturen (DSMZ) in Braunschweig. Er ist verheiratet und hat vier Kinder. Harms ist vielfacher Marathon- und Ultramarathonläufer.